# Flugzeugbau Friedrichshafen
Die Flugzeugbau Friedrichshafen GmbH, abgekürzt Friedrichshafen oder auch FF, war ein bedeutender Hersteller für deutsche Großbomber und Seeflugzeuge im Ersten Weltkrieg.

## Geschichte

Theodor Kober

Das Unternehmen wurde am 17. Juni 1912 in Friedrichshafen am Bodensee von Theodor Kober mit einem Kapital von 372.000 ℳ (entspricht heute etwa 2.400.000 EUR) gegründet, u. a. unterstützt von Ferdinand Graf von Zeppelin, der sich als Förderer der Luftfahrt auch finanziell am Unternehmen beteiligte. Kober übernahm zunächst die alte Zeppelinhalle in Manzell als Produktionsstätte. Im Sommer 1916 entstand als Zweigwerk die Werft Warnemünde des Flugzeugbau Friedrichshafen, nachdem vor Ort bereits seit Juli 1914 Teile einer Halle angemietet worden waren. Im März 1917 wurde eine Produktionsstätte für Schwimmer in den Räumen einer ehemaligen Spinnerei in Weingarten  mit 100–120 Beschäftigten aufgebaut. 1913 wurde Karl Gehlen Leiter des Konstruktionsbüros. Ende 1918 hatte FF in den Werken Manzell und Friedrichshafen zusammen eine Belegschaft von 3240 Mitarbeitern. Nach dem Krieg musste das Unternehmen den Flugzeugbau aufgeben. Im November 1920 übernahmen die Dinos-Automobilwerke die Warnemünder Werft. Für das Stammwerk in Manzell wurde am 15. Mai 1921 die Maschinen- und Schiffbau GmbH mit einem Stammkapital von 2.000.000 ℳ gegründet, deren Teilhaber der FF und die A. Gründer & Cie. KG waren. Im Mai wurde der Luftschiffbau Zeppelin Gesellschafter des FF und übernahm die Anteile der Gründer KG. Die Dornier-Werke folgten im August des Jahres und übernahmen die Produktionseinrichtungen in Manzell, während die Werft in Seemoos aufgelöst wurde. Mit Stand 12. Dezember 1924 hielten Zeppelin und Dornier Gesellschafteranteile von jeweils 97.500 ℳ und 102.000 ℳ, der FF lediglich 500 ℳ. Am 31. Dezember 1925 ging die Maschinen- und Schiffbau GmbH und somit auch der FF in die Liquidation.

## Flugzeugentwicklungen
Zunächst produzierte das Unternehmen Wasserflugzeuge nach dem Vorbild von Curtiss, dem damals führenden Unternehmen für „Hydroplanes“, übernahm unter der Leitung von Chefingenieur Karl Gehlen auch eigene Entwicklungen und baute schließlich auch Großbomber und andere Landflugzeuge nach eigenen Entwürfen. Führend war Friedrichshafen bei der Lieferung von Seekampfflugzeugen, die von deutschen Seefliegerstationen aus über Nordsee und Ostsee eingesetzt wurden. Nach Angaben der Seeflugzeugabnahmekommission (SAK) waren 908 der insgesamt 2150 an die Kaiserliche Marine gelieferten Seeflugzeuge Konstruktionen der FF GmbH. Daneben bewährte sich besonders der zweimotorige Großbomber G.III im Fronteinsatz.

### Seeflugzeuge

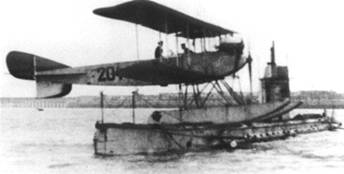
Friedrichshafen FF 29

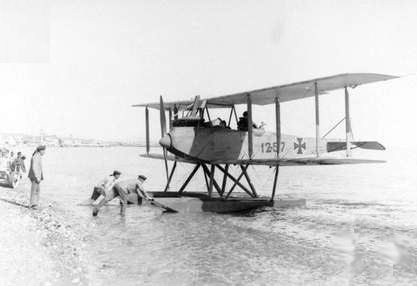
Friedrichshafen FF 33

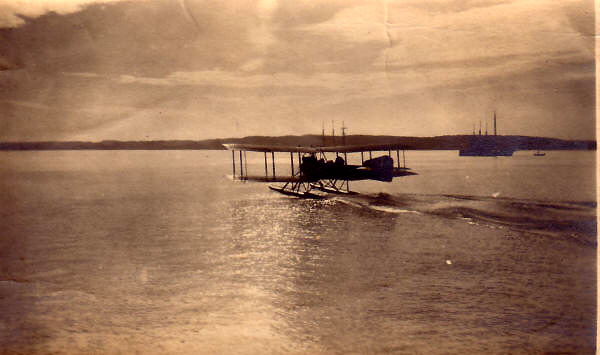
Friedrichshafen FF 49

- 1912: Friedrichshafen FF 1 experimentelles Seeflugzeug[5]
- 1913: Friedrichshafen FF 17 Seeflugzeug
- 1914: Friedrichshafen FF 19 Seeflugzeug
- 1914: Friedrichshafen FF 21 Flugboot
- 1914: Friedrichshafen FF 27 Seeflugzeug
- 1914/15: Friedrichshafen FF 29 Seeflugzeug
- 1915: Friedrichshafen FF 31 Seekampfflugzeug
- 1915/16: Friedrichshafen FF 33 Seekampfflugzeug
- 1916: Friedrichshafen FF 24 Seeaufklärer
- 1916: Friedrichshafen FF 35 Torpedoflugzeug
- 1916: Friedrichshafen FF 40 Seekampfflugzeug
- 1916: Friedrichshafen FF 41 Seekampfflugzeug
- 1916: Friedrichshafen FF 43 Seejagdflugzeug
- 1917: Friedrichshafen FF 39 Seekampfflugzeug
- 1917: Friedrichshafen FF 44 Seekampfflugzeug
- 1917: Friedrichshafen FF 48 Seekampfflugzeug
- 1917: Friedrichshafen FF 49 Seekampfflugzeug
- 1918: Friedrichshafen FF 53 Torpedoflugzeug
- 1918: Friedrichshafen FF 59 Seekampfflugzeug
- 1918: Friedrichshafen FF 60 Seegroßflugzeug
- 1918: Friedrichshafen FF 63 Seekampfflugzeug
- 1918: Friedrichshafen FF 64
- 1919: Friedrichshafen FF 71

### Bewaffnete Aufklärungsflugzeuge
- 1916: Friedrichshafen C.I Aufklärer (FF 37)

### Bomber

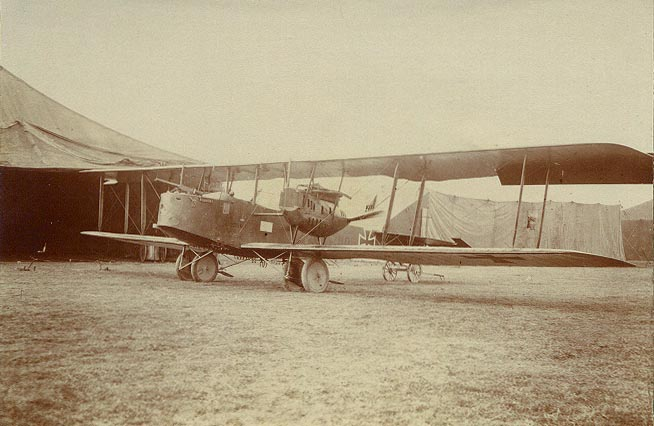
Friedrichshafen G.III

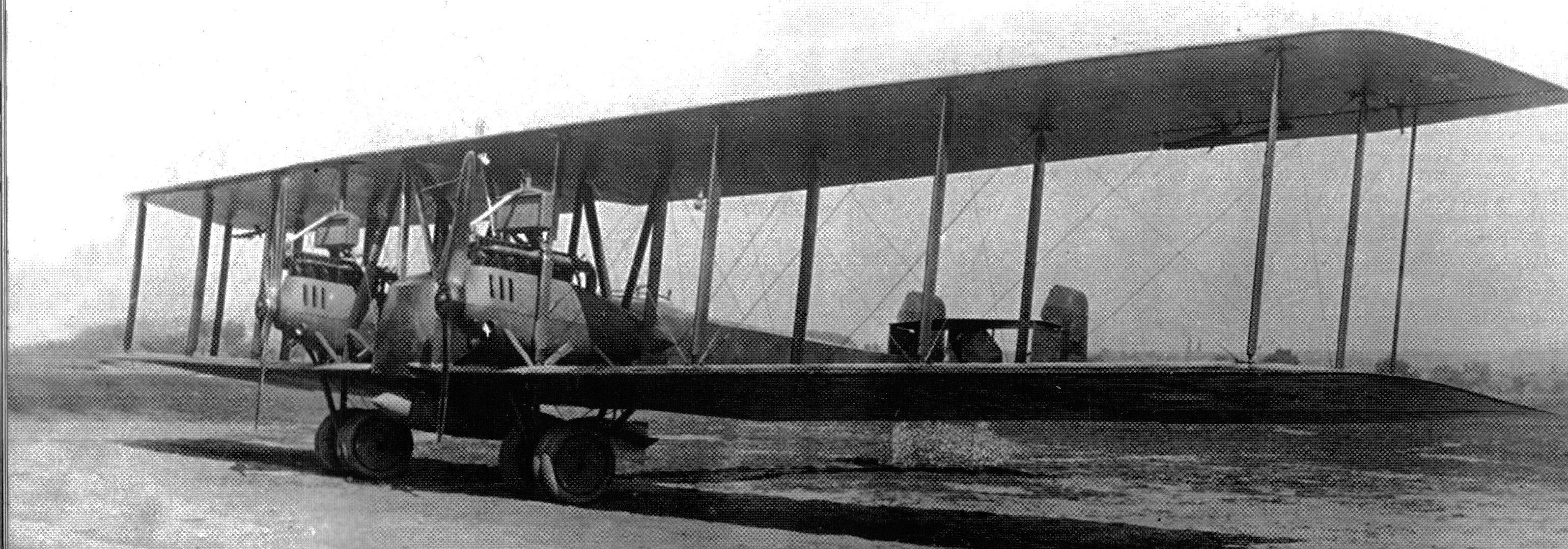
Friedrichshafen G.V

- 1915: Friedrichshafen G.I Bomber (FF 30)
- 1916: Friedrichshafen G.II Bomber (FF 38)
- 1917: Friedrichshafen G.III Bomber (FF 45)
- 1918: Friedrichshafen G.IV Bomber (FF 62)
- 1918: Friedrichshafen G.V Bomber
- 1918: Friedrichshafen N.I Nachtbomber

### Jagdflugzeuge

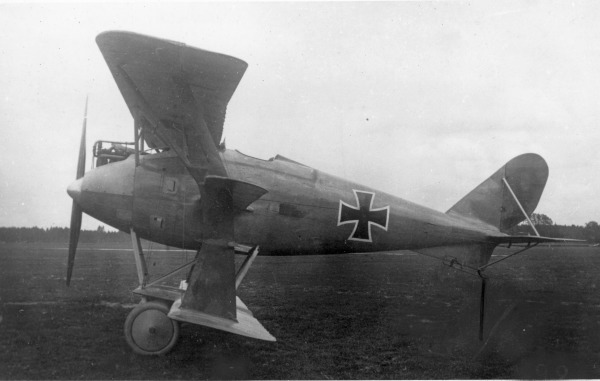
Friedrichshafen D

- 1916: Friedrichshafen D.I Jagdeinsitzer (FF 46)[6]
- 1917: Friedrichshafen D.II Jagdeinsitzer